# Dylan Larkin
Dylan Larkin (ur. 30 lipca 1996 w Waterford w stanie Michigan) – amerykański hokeista, reprezentant USA.

## Kariera
Dylan Larkin został wybrany przez Detroit Red Wings z numerem 15. w NHL Entry Draft 2014. W lipcu 2015 strony uzgodniły warunki pierwszego, 3-letniego kontraktu Larkina w NHL (entry-level contract). W sierpniu 2018 zawodnik podpisał nowy, 5-letni kontrakt z Red Wings, na mocy którego ma zarobić 30,5 mln dolarów.
Wystąpił na turniejach mistrzostw świata do lat 17 w 2013, mistrzostw świata juniorów do lat 18 w 2014, mistrzostw świata juniorów do lat 20 w 2015. W barwach seniorskiej kadry USA uczestniczył w turniejach mistrzostw świata w 2015, 2016, 2017, 2018, 2019. W składzie zespołu Ameryki Północnej zagrał na turnieju Pucharu Świata 2016.

## Statystyki

### Sezon zasadniczy i play-off
| 2012–13     | US NTDP                | USHL        | 37  | 7  | 7  | 14  | 40  | — | — | — | — | —  |
| 2013–14     | US NTDP                | USHL        | 26  | 17 | 9  | 26  | 24  | — | — | — | — | —  |
| 2014–15     | University of Michigan | B1G         | 35  | 15 | 32 | 47  | 42  | — | — | — | — | —  |
| 2014–15     | Grand Rapids Griffins  | AHL         | —   | —  | —  | —   | —   | 6 | 3 | 2 | 5 | 6  |
| 2015–16     | Detroit Red Wings      | NHL         | 80  | 23 | 22 | 45  | 34  | 5 | 1 | 0 | 1 | 18 |
| 2016–17     | Detroit Red Wings      | NHL         | 80  | 17 | 15 | 32  | 37  | — | — | — | — | —  |
| 2017–18     | Detroit Red Wings      | NHL         | 82  | 16 | 47 | 63  | 61  | — | — | — | — | —  |
| NHL łącznie | NHL łącznie            | NHL łącznie | 242 | 56 | 84 | 140 | 132 | 5 | 1 | 0 | 1 | 18 |

### Międzynarodowe
| Rok                | Drużyna            | Turniej            | Wynik              | M  | G | A  | Pkt | Min |
| ------------------ | ------------------ | ------------------ | ------------------ | -- | - | -- | --- | --- |
| 2013               | Stany Zjednoczone  | U17                | 1st                | 6  | 2 | 5  | 7   | 6   |
| 2014               | Stany Zjednoczone  | MŚ U18             | 1st                | 6  | 2 | 2  | 4   | 2   |
| 2015               | Stany Zjednoczone  | MŚJ                | 5                  | 5  | 5 | 2  | 7   | 4   |
| 2015               | Stany Zjednoczone  | MŚ                 | 1st                | 10 | 0 | 1  | 1   | 6   |
| 2016               | Stany Zjednoczone  | MŚ                 | 4                  | 10 | 2 | 7  | 9   | 8   |
| 2016               | Team North America | PŚ                 | 5                  | 2  | 0 | 1  | 1   | 2   |
| 2017               | Stany Zjednoczone  | MŚ                 | 5                  | 8  | 2 | 8  | 10  | 6   |
| 2018               | Stany Zjednoczone  | MŚ                 | 1st                | 10 | 3 | 6  | 9   | 8   |
| Juniorskie łącznie | Juniorskie łącznie | Juniorskie łącznie | Juniorskie łącznie | 17 | 9 | 9  | 18  | 12  |
| Seniorskie łącznie | Seniorskie łącznie | Seniorskie łącznie | Seniorskie łącznie | 40 | 7 | 23 | 30  | 30  |

## Osiągnięcia
Reprezentacyjne
- Brązowy medal mistrzostw świata: 2018

Indywidualne
- Mistrzostwa Świata w Hokeju na Lodzie 2017/Elita:
  - Piąte miejsce w klasyfikacji asystentów turnieju: 8 asyst[4]
- Mistrzostwa Świata w Hokeju na Lodzie 2019/Elita:
  - Jeden z trzech najlepszych zawodników reprezentacji w turnieju[5]